# Takehiro Tomiyasu
Takehiro Tomiyasu (冨安 健洋, 5 de novembre de 1998) és un futbolista japonès que juga a la posició de lateral dret actualment sense equip després de finalitzar el contracte amb l'Arsenal Football Club.

## Selecció del Japó
Va debutar amb la selecció del Japó el 2018. Des de llavors ja ha disputat 27 partits amb la selecció absoluta del Japó.

## Estadístiques
| Selecció del Japó | Selecció del Japó | Selecció del Japó |
| Anys              | Partits           | Gols              |
| ----------------- | ----------------- | ----------------- |
| 2018              | 2                 | 0                 |
| 2019              | 13                | 1                 |
| Total             | 15                | 1                 |